# Балка Гнилуша (притока Білої)
Балка Гнилуша — балка (річка) в Україні у Новопсковському районі Луганської області. Ліва притока річки Білої (басейн Дону).

## Опис
Довжина балки приблизно 19,75 км, найкоротша відстань між витоком і гирлом — 15,26  км, коефіцієнт звивистості річки — 1,29 . Формується декількома балками та загатами. На деяких ділянках балка пересихає.

## Розташування
Бере початок у селі Степне. Тече переважно на північний захід через село Новобілу і впадає у річку Білу, ліву притоку річки Айдару.

## Цікаві факти
- У XX столітті на балці існували молочно-тваринні ферми (МТФ), водяний млин, водокачка та декілька газових свердловин[3], а у XIX столітті — багато вітряних млинів[2].